# Beyond Hell/Above Heaven
Beyond Hell/Above Heaven è il quarto album della band heavy metal danese Volbeat, distribuito in Europa dalla Vertigo Records e negli Stati Uniti d'America dalla Rebel Monster Records a partire rispettivamente dal 10 settembre e dal 13 settembre 2010.
Riguardo al titolo dell'album il cantante Michael Poulsen ha dichiarato "...è un modo per dire alla gente che noi non apparteniamo e non crediamo né all'inferno né al paradiso. Perciò se andassimo oltre l'inferno, noi faremmo sembrare il paradiso l'inferno, e se andassimo al di sopra del paradiso, faremmo apparire l'inferno come il paradiso. Paradiso e inferno sono qualcosa che noi abbiamo creato nelle nostre menti e da cui provengono i propri demoni.
La canzone "A Warrior's Call" è stata scritta in occasione della partecipazione del pugile danese Mikkel Kessler al Super Six World Boxing Classic.

## Tracce
1. The Mirror And The Ripper – 4:00
2. Heaven Nor Hell – 5:22
3. Who They Are – 3:42
4. Fallen – 5:00
5. A Better Believer – 3:24
6. 7 Shots – 4:44
7. A New Day – 4:06
8. 16 Dollars – 2:48
9. A Warrior's Call – 4:23
10. Magic Zone – 3:51
11. Evelyn – 3:29
12. Being 1 – 2:21
13. Thanks – 3:42

## Formazione
- Michael Poulsen - voce, chitarra
- Thomas Bredahl - chitarra
- Anders Kjølholm - basso
- Jon Larsen - batteria

### Ospiti
- Micheal Denner (Mercyful Fate), chitarra su 7 Shots
- Mille Petrozza (Kreator), voce su 7 Shots
- Mark Greenway (Napalm Death), voce su Evelyn